# Protectorat de Cambodja
El Protectorat de Cambodja fou un territori sota domini francès en tant que protectorat, a l'Àsia del sud-est.

## Antecedents
Després d'una llarga sèrie de guerres amb els regnes veïns, Angkor va ser saquejada pel regne d'Ayutthaya i abandonada a 1432 a causa de la falta d'infraestructura ecològica i la descomposició. Això va conduir a un període d'estancament econòmic, social i cultural, quan els assumptes interns del regne van quedar progressivament sota més control dels seus veïns. Per aquest temps, la inclinació dels khmers per la construcció de grans edificis havia cessat. Les religions més antigues, com el budisme Mahayana i el culte hindú del déu-rei havien estat suplantats pel budisme Theravada.
La cort es va traslladar a una nova capital, Longvek, i va tractar de recuperar la seva glòria a través del comerç marítim. El primer esment de Cambodja en els documents europeus va ser feta pels portuguesos el 1511. Els viatgers portuguesos descriuen la capital com a lloc de notable riquesa i on es concentrava el comerç exterior.

## Domini siamès i vietnamita
L'intent va ser de curta durada, ja que les contínues guerres amb Ayutthaya i els vietnamites va tenir com a resultat la pèrdua de més territori i Longvek va ser conquerida i destruïda pel rei Naresuan el Gran d'Ayutthaya el 1594. Una nova capital khmer es va establir a Oudong al sud de Longvek en 1618, però els seus monarques només van poder sobreviure mitjançant el tribut i el vassallatge als seus poderosos veïns siamesos i vietnamites durant els següents tres segles amb només uns pocs períodes de curta durada d'una relativa independència.
Les tribus de les muntanyes a Cambodja van ser "caçats sense parar i es van dur com a esclaus pels siamesos (al que avui és Tailàndia), els annamites (vietnamites), i els cambodjans.
Al segle xix una nova lluita entre Siam i Annam (Vietnam) pel control de Cambodja va donar lloc a un període en què els funcionaris vietnamites van intentar obligar els khmers a adoptar costums vietnamites. Això va donar lloc a diverses rebel·lions contra els vietnamites i es va fer una crida a Tailàndia per obtenir ajuda. La Guerra siamesa-vietnamita (1841-1845) va acabar amb un acord per col·locar el país sota la sobirania conjunta. Aquest acord va portar després a la signatura d'un tractat per a la protecció francesa de Cambodja pel rei Norodom Prohmborirak que havia estat instal·lat per Tailàndia a finals de 1860.

## Protectorat francès
En la campanya de 1858-1862 els francesos van ocupar Cotxinxina amb ajut dels espanyols de les Filipines, el que va facilitar l'establiment del protectorat a Cambodja: aquest regne va deixat de pagar tribut a Annam (Vietnam) però el va mantenir a Siam, però al cap d'uns mesos, el 1863, el rei Norodom va buscar la protecció de França per desfer-se del domini tailandès i va signar un tractat que atorgava diversos avantatges als francesos l'11 d'agost de 1863, deixant a Siam fora d'escena.
En 1867, el rei de Tailàndia va signar un tractat amb França, renunciant a la sobirania sobre Cambodja a canvi que el control de les províncies de Battambang, Siem Reap (Angkor) i Sisophon fossin transferides oficialment a Tailàndia. El 17 de juny de 1884 França va imposar un nou tractat amb molt més poder pels francesos. El 1885 els khmers es van revoltar sense èxit. El 17 d'octubre de 1887 es va establir el govern general d'Indoxina al que Cambodja fou integrat. Cambodja va seguir com un protectorat de França (1867-1953) administrat (des de 1887) com a part de la colònia de la Indoxina francesa.
Després de la mort del rei Norodom el 25 d'abril de 1904, França va manipular l'elecció de rei, i Sisowath, el germà de Norodom, fou col·locat en el tron. El 1904 es van produir algunes reformes administratives i financeres i el territori de Cambodja fou ampliat amb dues províncies cap al llac Tonle Sap i al nord. Les províncies de Battambang, Siem Reap i Sisophon van ser transferides de nou a Cambodja per un tractat de límits entre França i Tailàndia el 23 de març de 1907. El decret de 20 d'octubre de 1911 es van detallar les facultats del Governador general d'Indoxina que estenia la seva autoritat a la colònia de Cotxinxina,l el territori de Kouang-tcheou-wan (Guangzhouwan) a la Xina, i els protectorats de Laos, Annam i Tonkin. El rei Sisowath va morir el 1927 i el va succeir Monivong, el fill de Sisowath, el qual va regnar fins al 30 d'octubre de 1941.
Entre 1874 i 1962, la població total va augmentar des d'uns 946.000 fins a 5.700.000. Als anys trenta la superfície del país era de 175.000 km² i el país tenia 2.402.000 habitants (1.270 francesos). El regne estava dividit en 14 províncies cadascuna amb un resident francès al front.
El 16 de juny de 1940 el govern de l'Indoxina Francesa va restar fidel al govern de Vichy. L'11 de març de 1941 França va haver de cedir les províncies de Battambang, Siem Reap i Sisophon a Tailàndia, sota pressió del Japó. El tron va quedar vacant el 24 d'abril de 1941 amb la mort de Monivong,, i França va ignorar al fill de Monivong, Monireth, que pensava que era massa independent de ment. En el seu lloc va ser entronitzat Norodom Sihanouk, un net matern del rei Sisowath. El jove Sihanouk pensaven els francesos que seria fàcil de controlar. Fou ocupada pels japonesos del 28 de juliol de 1941 però les autoritats franceses pro-Vichy foren mantingudes fins al 9 de març de 1945 quant les autoritats franceses foren eliminades pels ocupants. Sihanuk va acceptar llavors una independència fictícia atorgada pel Japó (18 de març de 1945). El 8 d'octubre de 1945 el francesos es van rendir i el 16 d'octubre de 1945 el regne (oficialment regne de Camputxea) va posar final al seu període d'independència nominal i es va sotmetre a les forces britàniques desembarcades al país deu dies abans. El 1946 els britànics van retornar el control als francesos i es va signar un nou tractat de protectorat que retornava més poders al regne. El 1947 es va promulgar una constitució amb una Assemblea representativa. El 29 d'octubre de 1948 es va aprovar la bandera nacional en terra i mar (per a ús d'estat, civil i militar) 
Després de la II Guerra Mundial l'Indoxina Francesa fou administrada per un Alt Comissionat i dissolta progressivament (1946-1954). El 8 de novembre de 1949 es va constituir l'estat de Cambodja, un estat associat a França amb una independència limitada dins de la Unió Francesa. La seva independència completa fou el 9 de novembre de 1953, confirmada pels acords de Ginebra de juliol de 1954. França va reconèixer la independència el 20 de desembre de 1954. El 1955 Cambodja va abandonar la Unió Francesa.